# Test de ovulación
Los test de ovulación indican el momento en el que la mujer es fisiológicamente más apta y con más probabilidades de ser fértil y quedarse embarazada. 
La ovulación se produce mensualmente, sin embargo, el óvulo no fecundado tiene una vida muy corta: 24 horas. La importancia de un test de ovulación es predecir con precisión el día que se va a ovular, de modo que la probabilidad de fecundar sea mucho más alta que los demás días del mes.

El funcionamiento de estos test y su precisión se debe gracias a la hormona luteinizante (HL). Esta hormona es producida endógenamente por el cuerpo para la creación de un folículo que nutrirá el óvulo. Después del crecimiento y desarrollo del óvulo, cuando está lo suficientemente desarrollado, los niveles de la hormona luteinizante aumentan considerablemente, hecho que produce la rotura del folículo y se produce la liberación del óvulo a la trompa de Falopio.

¿Cómo funciona el test?

Precisamente estos test son reactivos a la hormona luteinizante y detectan el aumento considerable de la hormona, indicando así que se empieza la ovulación.
Suele existir una banda reactiva y otra de control. Si la banda reactiva es más oscura que el control indica que la hormona está en mayor cantidad que los valores “normales” y se está produciendo la ovulación.
Artículo Medline
Artículo hormona luteinizante Cochrae
Web especialista test de ovulación
- Datos: Q2322789
- Multimedia: Ovulation test / Q2322789